# Liste der Monuments historiques in Gros-Réderching
Die Liste der Monuments historiques in Gros-Réderching führt die Monuments historiques in der französischen Gemeinde Gros-Réderching auf.

## Liste der Objekte
| Bezeichnung       | Beschreibung                                                                                       | Standort                       | Kennzeichnung | Schutzstatus | Datum | Bild |
| ----------------- | -------------------------------------------------------------------------------------------------- | ------------------------------ | ------------- | ------------ | ----- | ---- |
| Wandvertäfelung   | Holz, bemalt, Mitte des 18. Jahrhunderts                                                           | in der Kirche St-Didier (Lage) | PM57000489    | Classé       | 1993  |      |
| Hauptaltar        | Altartisch, Baldachin, zwei Skulpturen und Altarkreuz; Holz, farbig gefasst und vergoldet, um 1755 | in der Kirche St-Didier (Lage) | PM57000084    | Classé       | 1988  |      |
| Zwei Seitenaltäre | jeweils Altartisch, Retabel und eine Skulptur; Holz, farbig gefasst und vergoldet, um 1755         | in der Kirche St-Didier (Lage) | PM57000085    | Classé       | 1988  |      |